# Sphaerium avanum
Sphaerium avanum е вид мида от семейство Sphaeriidae.

## Разпространение и местообитание
Видът е разпространен в Мианмар.
Обитава сладководни басейни и реки.